# Skorrlobbtjärnen
Skorrlobbtjärnen är en sjö i Lycksele kommun i Lappland och ingår i Umeälvens huvudavrinningsområde. Sjön har en area på 0,0504 kvadratkilometer och ligger 328,3 meter över havet.

## Delavrinningsområde
Skorrlobbtjärnen ingår i det delavrinningsområde (720452-161764) som SMHI kallar för Utloppet av Inre Tväråträsket. Medelhöjden är 315 meter över havet och ytan är 17,01 kvadratkilometer. Det finns inga avrinningsområden uppströms utan avrinningsområdet är högsta punkten. Ruskträskbäcken som avvattnar avrinningsområdet har biflödesordning 3, vilket innebär att vattnet flödar genom totalt 3 vattendrag innan det når havet efter 222 kilometer. Avrinningsområdet består mestadels av skog (68 procent) och sankmarker (16 procent). Avrinningsområdet har 1,74 kvadratkilometer vattenytor vilket ger det en sjöprocent på 10,2 procent.